# Березневе повстання (1921)
Березневе повстання або Повстання в Середній Німеччині (нім. Märzkämpfe; Mitteldeutsche Aufstand) — збройні виступи комуністів у березні 1921 р. у Середній Німеччині. Одним з активних учасників і організаторів подій був Макс Гельц.

## Хід повстання
18 березня 1921 року з Дрездена надійшов наказ обер-президента Саксонії члена СДПН Герзинга про проведення арештів та обшуків серед комуністів у зв'язку з початком страйку Мансфельдського промислового округу.
Наступного дня поліція почала масові арешти страйкуючих робітників у селищах Гетштедт, Айслебен, Аммендорф, Шафштедт; в округ були перекинуті додаткові поліцейські сили з Берліну, Магдебургу, Аннабургу, Айленбургу і Ерфурта.
21 березня поліція провела масові арешти комуністів у селищах Небра, Мехелен та Лауча, у відповідь на що спалахнув страйк в селищі Лойне (південніше міста Мерзебург).
22 березня 1921 року вважається початком березневих боїв в Середній Німеччині: зіткнення страйкуючих робітників з поліцією в Айслебені і Шраплау переросли в збройне повстання.
23 березня в Берліні був прийнятий закон про рейхсвер, згідно з яким його чисельність скорочувалася до 115 тис. осіб (сухопутні війська — 100 тис., військово-морські сили — 15 тис. осіб). В саксонських Гетштедті і Рублінгені також починаються збройні зіткнення. На придушення повстань уряд почав перекидання військ з Магдебургу.
24 березня в Гамбурзі відбуваються вуличні заворушення, організовані Комуністичною партією Німеччини (КПН). Страйк охопив великий район Саксонії: міста Мансфельд, Галле, Мерзебург, після чого туди перекинуті урядові війська з міста Ганновера. У Рублінгені влада переходить в руки повсталих.
25 березня з Дюссельдорфа для придушення робітничих виступів перекинуті додаткові війська з артилерією і мінометами, які зосередилися в районі Зандерслебена.
26 березня урядові війська почали наступ проти повсталих з півночі, з району Зандерслебена і з заходу. В результаті наполегливих боїв північний загін каральних військ взяв міста Хетштедт і Мансфельд. Під Зангерхаузеном в бій із західною групою військ, що прибули з Вюртемберга, вступив робочий загін Макса Гельца, перекинутий зі «столиці» Саксонського повстання Айслебена. Почалися сутички з поліцією в Мехлені і Бішофроді.
27 березня війська після запеклих боїв взяли Айслебен і Віммельбург. Західне угруповання рейхсверу, посилене частинами, які прибули із Касселя, на другий день боїв вибили загін Гельца з Зангерхаузена, після чого повстанці з боями відходять на схід.
28 березня війська рейхсверу беруть Шраплау, Шафштедт, Роблінген і Тешенхал. Загін Гельца, відірвавшись від наступаючого противника, форсував річку Заалі південніше міста Галле. Інший загін робітників з Лойну, не чекаючи підходу військ, рушив у похід на захід, у напрямку селища Мехлен.
29 березня урядові війська взяли Лойну; повстання в Мансфельдском окрузі в основному придушене. Однак два загони — Леунский і під командуванням Гельца, не склали зброю. Леунський загін, рухаючись на захід, пройшов через Мехельн і до вечора зайняв селище Небра; загін Гельца після боїв з поліцією взяв Греберс і рухається на північ.
30 березня леунский повстанський загін посів населений пункт Бахра; загін Гельца зайняв Ландсберг (25 км на схід від міста Галле) і скоїв безуспішний наліт на селище Деліч, зайнятий частинами рейхсверу.
31 березня урядові війська, що прибули з Ерфурта в Бахру, розгромили Лойнський повстанський загін, Гельц намагається повернутися в Мансфельдський район.
1 квітня 1921 року поліцейським загоном в бою біля селища Безенштедт розгромлений останній загін саксонських повстанців під командуванням Гельца. Повстання в Саксонії придушене.